# Equipe continentale Groupama-FDJ
Die Equipe continentale Groupama-FDJ oder auch Groupama-FDJ Continental Team ist ein französisches Radsportteam mit Sitz in Villepinte.

## Organisation und Geschichte
Das Team wurde 2019 als offizielles Nachwuchsteam des UCI WorldTeams Groupama-FDJ ins Leben gerufen und ist als UCI Continental Team lizenziert. Bei der UCI ist das Team auch unter dem Namen Groupama-FDJ registriert, zur Unterscheidung vom World Team ist der Zusatz Equipe continentale oder Continental Team üblich.
In der Saison 2022 war das Team mit 22 Siegen das erfolgreichste Continental Team auf der UCI Europe Tour. Neun der dreizehn Fahrer des Teams erhielten im Verlauf oder nach der Saison einen Vertrag bei einem UCI WorldTeam. Acht Fahrer wechselten direkt zu Groupama-FDJ, mit denen das UCI WorldTeam einen personellen Umbruch einleitete.

## Saison 2025
Mannschaft
| Teamkader 2025          | Teamkader 2025    | Teamkader 2025 | Teamkader 2025                        |
| Name                    | Geburtsdatum      | Land           | Vorheriges Team                       |
| ----------------------- | ----------------- | -------------- | ------------------------------------- |
| Max Bock                | 10. März 2005     | Deutschland    | Team Auto Eder (2022)                 |
| Eliott Boulet           | 7. September 2006 | Frankreich     |                                       |
| Lewis Bower             | 14. Oktober 2004  | Neuseeland     |                                       |
| Maximilian Cushway      | 7. Juni 2004      | Frankreich     | Morbihan Adris Gwendal Oliveux (2024) |
| Rémi Daumas             | 12. März 2006     | Frankreich     |                                       |
| Maxime Decomble         | 16. Juli 2005     | Frankreich     | VC La Pomme Marseille (2023)          |
| Titouan Fontaine        | 20. Juni 2005     | Frankreich     | VC Villefranche Beaujolais (2023)     |
| Baptiste Grégoire       | 13. Februar 2006  | Frankreich     | AG2R Citroën U19 Team (2023)          |
| Oscar Nilsson-Julien    | 10. Januar 2002   | Frankreich     | AVC Aix-en-Provence (2024)            |
| Reef Roberts            | 20. Dezember 2006 | Neuseeland     |                                       |
|                         |                   |                |                                       |
| Quelle: ProCyclingStats |                   |                |                                       |

Erfolge
| Siege | Siege  | Siege | Siege  | Siege  | Siege |
| Datum | Rennen | Staat | Klasse | Sieger |       |
| ----- | ------ | ----- | ------ | ------ | ----- |

## Erfolge pro Saison
| Rennserie                 | 2019 | 2020 | 2021 | 2022 | 2023 | 2024 |
| ------------------------- | ---- | ---- | ---- | ---- | ---- | ---- |
| UCI ProSeries             | -    | -    | -    | -    | -    | -    |
| UCI Continental Circuits  | 2    | -    | 7    | 21   | 3    | 9    |
| nationale Meisterschaften | -    | 1    | 1    | 1    | 1    | 1    |

## Platzierungen in der UCI-Weltrangliste
| World Ranking | World Ranking | World Ranking               | World Ranking |
| Jahr          | Teamwertung   | Einzelwertung               |               |
| ------------- | ------------- | --------------------------- | ------------- |
| 2019          | 91.           | Žiga Jerman (663. )         |               |
| 2020          | 79.           | Alexandre Balmer (1033. )   |               |
| 2021          | 34.           | Marijn van den Berg (202. ) |               |
| 2022          | 27.           | Samuel Watson (257. )       |               |
| 2023          | 113.          | Thibaud Gruel (822. )       |               |
| 2024          | 64.           | Brieuc Rolland (263. )      |               |
|               |               |                             |               |
| Quelle: UCI   |               |                             |               |